# Esai Morales
Esai Manuel Morales Jr. (ur. 1 października 1962 w Nowym Jorku) – amerykański aktor. 
Laureat nagrody ALMA Award 2002 dla wybitnego aktora w serialu telewizyjnym za rolę porucznika Tony’ego Rodrigueza w serialu ABC Nowojorscy gliniarze.  

## Życiorys

### Wczesne lata
Urodził się w nowojorskim Brooklynie jako syn Esai Moralesa, Sr., spawacza, i Iris Margarita (z domu Declet), aktywistki związku zawodowego International Ladies’ Garment Workers’ Union (ILGWU). Uczęszczał do nowojorskiej High School of Performing Arts na Manhattanie.

### Kariera
Swoją karierę aktorską rozpoczął na scenie Ensemble Studio Theatre, najpierw występując w El Hermano, a potem w komedii szekspirowskiej Burza z Raulem Julią na nowojorskim Shakespeare Festival In The Park. W 1986 roku za rolę złośliwego dziecka ulicy w przedstawieniu Tamer of Horses z Joe Mortonem na deskach Los Angeles Theatre Center otrzymał nagrodę Los Angeles Drama Critics Circle Award.
Po raz pierwszy pojawił się na ekranie jako Mitchell w dramacie Forty Deuce (1982) z Orsonem Beanem i Kevinem Baconem. Następnie zagrał portorykańskiego bezwzględnego nastoletniego handlarza narkotyków Paco Moreno, rywala chuligana (Sean Penn) w dramacie kryminalnym Ricka Rosenthala Niegrzeczni chłopcy (Bad Boys, 1983), Neekosa Valdeza, Amerykanina pochodzenia meksykańskiego walczącego z rakiem w dramacie Przyjaciele deszczowego dnia (Rainy Day Friends, 1985) i Boba Moralesa, przyrodniego brata Ritchiego Valensa (Lou Diamond Phillips) w biograficznym filmie muzycznym La Bamba (1987).
Od 28 czerwca do 29 lipca 1992 na Broadwayu grał młodego Syryjczyka w spektaklu Salome Oscara Wilde’a z Alem Pacino.
W dramacie Moja rodzina (My Family, 1995) wystąpił jako Chucho, starszy brat Jimmy’ego (Jimmy Smits). Kreacja dziennikarza Ricardo, który rozpoczyna śledztwo w sprawie zniknięcia słynnego poety i agitatora politycznego Garcii Lorki (Andy García) w dramacie biograficznym Zniknięcie Garcii Lorki (The Disappearance of Garcia Lorca, 1996) przyniosła mu nominację do ALMA Award dla wybitnego aktora w filmie fabularnym. W 2007 zdobył nagrodę na Los Angeles Asia Pacific Film Festival jako Jose w komedii romantycznej American Fusion (2005). Jako Eduardo Valseca, syn legendarnego meksykańskiego wydawcy gazet, który latem 2007 wpada w zasadzkę i zostaje porwany przez nieznajomych w telewizyjnym dreszczowcu Mamy twojego męża (We Have Your Husband, 2011) z Teri Polo był nominowany do NAACP Image Awards dla najlepszego aktora w filmie telewizyjnym, miniserialu lub serialu dramatycznym.
Esai Morales był współzałożycielem National Hispanic Foundation for the Arts (NHFA) w 1997, a w latach 2007–2008 był członkiem zarządu Screen Actors Guild (SAG).
W dramacie Gun Hill Road (2011) został obsadzony w roli zatwardziałego kryminalisty Enrique Rodrigueza, który wraca do domu w Bronxie po trzech latach więzienia i zastaje żonę jest w separacji. W dreszczowcu Sztuka miłości (Art of Love, 2022) zagrał główną rolę enigmatycznego pisarza, otoczonego przez młodsze kobiety, pomimo jego apatii.
20 maja 2010 zawarł związek małżeński z Elvimar Silvą, z którą ma córkę Marianę Oiveirę (ur. 24 września 2010).

## Filmografia

### Filmy
- 1987: La Bamba jako Roberto „Bob” Morales
- 1989: Ogary z Broadwayu jako Przystojny Jack
- 1994: Rapa Nui jako Make
- 1995: Moja rodzina jako Chucho
- 2002: Płatne w całości jako Lulu
- 2002: Przygody Tomcio Palucha i Calineczki jako mysz Vergas (głos)
- 2005: Zabójczy wdzięk (Heartless, TV) jako Rick Benes / David Lopez
- 2005: Jarhead. Żołnierz piechoty morskiej (Jarhead) jako kapitan Jones
- 2006: Fast Food Nation jako Tony
- 2023: Mission: Impossible – Dead Reckoning jako Gabriel
- 2025: Mission: Impossible – The Final Reckoning jako Gabriel

### Seriale
- 1985: Policjanci z Miami jako Pete Romano
- 1985: McCall jako oficer Miguel Canterra
- 1987: Policjanci z Miami jako Felipe Cruz
- 1994: Opowieści z krypty jako Puck
- 1998: Opowieści z księgi cnót jako Guillermo (głos)
- 1999: Lekarze z Los Angeles jako Vince Duralde
- 2000: Sprawy rodzinne jako pan Santiago
- 2000–2002: Resurrection Blvd. jako Paco Corrales
- 2001–2004: Nowojorscy gliniarze jako porucznik Tony Rodriguez
- 2002–2003: Dora poznaje świat jako Papi (głos)
- 2006: Zaginiona jako Michael Tyner
- 2007: Tożsamość szpiega jako Ernie Paseo
- 2008: Jerycho' jako major Edward Beck
- 2009–2010: Caprica jako Joseph Adama
- 2010: CSI: Kryminalne zagadki Miami jako Stephen Madsen
- 2011: Paragraf Kate jako D.A. Aaron Davidson
- 2012: Prawo i porządek: sekcja specjalna jako Jimmy Vasquez
- 2013: Mroczne zagadki Los Angeles jako szeryf Diaz
- 2013–2015: Zabójcze umysły jako szef sekcji Mateo „Matt” Cruz
- 2013: Miasto cudów jako Carlos „El Tiburon” Ruiz
- 2015: Świat w opałach (The Brink) jako prezydent Julian Navarro
- 2015: Od zmierzchu do świtu jako Lord Amancio Malvado
- 2015: Mozart in the Jungle jako Juan Delgado
- 2015–2016: Zaprzysiężeni jako sierżant Trey Delgado
- 2016–2017: Sposób na morderstwo jako Jorge Castillo
- 2017: Chicago PD jako szef policji Lugo
- 2017: Zabójcze umysły: poza granicami jako szef sekcji Mateo „Matt” Cruz
- 2017: Ozark jako Camino Del Rio
- 2017: Chicago PD jako szef policji Lugo
- 2017: Agenci NCIS: Los Angeles jako zastępca dyrektora NCIS Louis Ochoa
- 2019: Titans jako Slade Wilson / Deathstroke
- 2020: Pohamuj entuzjazm jako Francisco